# Actinote notabilis
Actinote notabilis is een vlinder uit de familie van de Nymphalidae. De wetenschappelijke naam van de soort is voor het eerst geldig gepubliceerd in 1935 door Romualdo Ferreira d'Almeida.